# Scandinavian Cup w biegach narciarskich 2017/2018
Scandinavian Cup w biegach narciarskich 2017/2018 – kolejna edycja tego cyklu zawodów. Rywalizacja rozpocznie się 15 grudnia 2017 r. w fińskiej miejscowości Vuokatti, a zakończy się 25 lutego 2018 r. w norweskim Trondheim.
Obrońcami tytułu są Szwedka Anna Dyvik i Norweg Håvard Solås Taugbøl.

## Kalendarz i wyniki

### Kobiety
| Lp | Data            | Miejscowość | Dystans                            | 1. miejsce         | 2. miejsce       | 3. miejsce          |
| -- | --------------- | ----------- | ---------------------------------- | ------------------ | ---------------- | ------------------- |
| 1. | 15 grudnia 2017 | Vuokatti    | 10 km s. dowolnym                  | Tiril Udnes Weng   | Lovise Heimdal   | Silje Øyre Slind    |
| 2. | 16 grudnia 2017 | Vuokatti    | Sprint s. dowolnym                 | Tiril Udnes Weng   | Silje Øyre Slind | Amalie Håkonsen Ous |
| 3. | 17 grudnia 2017 | Vuokatti    | 10 km s. klasycznym                | Johanna Matintalo  | Anna Svendsen    | Katri Lylynperä     |
| 4. | 5 stycznia 2018 | Piteå       | sprint s. klasycznym               | Lotta Udnes Weng   | Jonna Sundling   | Charlotte Kalla     |
| 5. | 6 stycznia 2018 | Piteå       | 10 km s. dowolnym                  | Charlotte Kalla    | Kari Øyre Slind  | Ebba Andersson      |
| 6. | 7 stycznia 2018 | Piteå       | 20 km s. klasycznym (start masowy) | Johanna Matintalo  | Charlotte Kalla  | Ebba Andersson      |
| 7. | 23 lutego 2018  | Trondheim   | sprint s. dowolnym                 | Anne Kjersti Kalvå | Jonna Sundling   | Tiril Udnes Weng    |
| 8. | 24 lutego 2018  | Trondheim   | 5 km s. klasycznym                 | Thea Krokan Murud  | Frida Karlsson   | Mari Eide           |
| 9. | 25 lutego 2018  | Trondheim   | 10 km s. dowolnym (handicap)       | Thea Krokan Murud  | Jonna Sundling   | Anne Kjersti Kalvå  |

### Mężczyźni
| Lp | Data            | Miejscowość | Dystans                            | 1. miejsce             | 2. miejsce              | 3. miejsce          |
| -- | --------------- | ----------- | ---------------------------------- | ---------------------- | ----------------------- | ------------------- |
| 1. | 15 grudnia 2017 | Vuokatti    | 15 km s. dowolnym                  | Daniel Stock           | Sindre Bjørnestad Skar  | Jan Thomas Jenssen  |
| 2. | 16 grudnia 2017 | Vuokatti    | Sprint s. dowolnym                 | Sindre Bjørnestad Skar | Jan Thomas Jenssen      | Karl-Johan Westberg |
| 3. | 17 grudnia 2017 | Vuokatti    | 15 km s. klasycznym                | Ristomatti Hakola      | Martin Løwstrøm Nyenget | Chris Jespersen     |
| 4. | 5 stycznia 2018 | Piteå       | sprint s. klasycznym               | Eirik Brandsdal        | Mattis Stenshagen       | Teodor Peterson     |
| 5. | 6 stycznia 2018 | Piteå       | 15 km s. dowolnym                  | Eirik Sverdrup Augdal  | Simen Andreas Sveen     | Daniel Stock        |
| 6. | 7 stycznia 2018 | Piteå       | 30 km s. klasycznym (start masowy) | Mattis Stenshagen      | Martin Løwstrøm Nyenget | Johan Hoel          |
| 7. | 23 lutego 2018  | Trondheim   | sprint s. dowolnym                 | Sindre Bjørnestad Skar | Erik Valnes             | Jan Thomas Jenssen  |
| 8. | 24 lutego 2018  | Trondheim   | 10 km s. klasycznym                | Pål Golberg            | Eirik Brandsdal         | Johan Hoel          |
| 9. | 25 lutego 2018  | Trondheim   | 15 km s. dowolnym (handicap)       | Sindre Bjørnestad Skar | Martin Løwstrøm Nyenget | Eirik Brandsdal     |

## Klasyfikacje
| Lp. | Zawodniczka              | Punkty |
| --- | ------------------------ | ------ |
| 1.  | Tiril Udnes Weng         | 302    |
| 2.  | Lotta Udnes Weng         | 264    |
| 3.  | Jonna Sundling           | 240    |
| 4.  | Kari Øyre Slind          | 233    |
| 5.  | Maja Dahlqvist           | 210    |
| 6.  | Anna Svendsen            | 187    |
| 7.  | Silje Theodorsen         | 182    |
| 8.  | Amalie Håkonsen Ous      | 167    |
| 9.  | Johanna Matintalo        | 160    |
| 10. | Anne Kjersti Kalvå       | 154    |
| 11. | Frida Karlsson           | 147    |
| 12. | Moa Molander Kristiansen | 146    |
| 13. | Susanna Saapunki         | 141    |
| 14. | Charlotte Kalla          | 139    |
| 15. | Mari Eide                | 136    |

| Lp. | Zawodnik                | Punkty |
| --- | ----------------------- | ------ |
| 1.  | Martin Løwstrøm Nyenget | 301    |
| 2.  | Eirik Sverdrup Augdal   | 283    |
| 3.  | Daniel Stock            | 275    |
| 4.  | Johan Hoel              | 274    |
| 5.  | Sindre Bjørnestad Skar  | 258    |
| 6.  | Mathias Rundgreen       | 238    |
| 7.  | Mattis Stenshagen       | 206    |
| 8.  | Per Kristian Nygård     | 155    |
| 9.  | Jan Thomas Jenssen      | 148    |
| 10. | Erik Valnes             | 147    |
| 11. | Eirik Brandsdal         | 140    |
| 12. | Emil Nyeng              | 139    |
| 13. | Gjøran Tefre            | 130    |
| 14. | Ole Jørgen Bruvoll      | 120    |
| 15. | Magne Haga              | 117    |